# Antraigues-sur-Volane

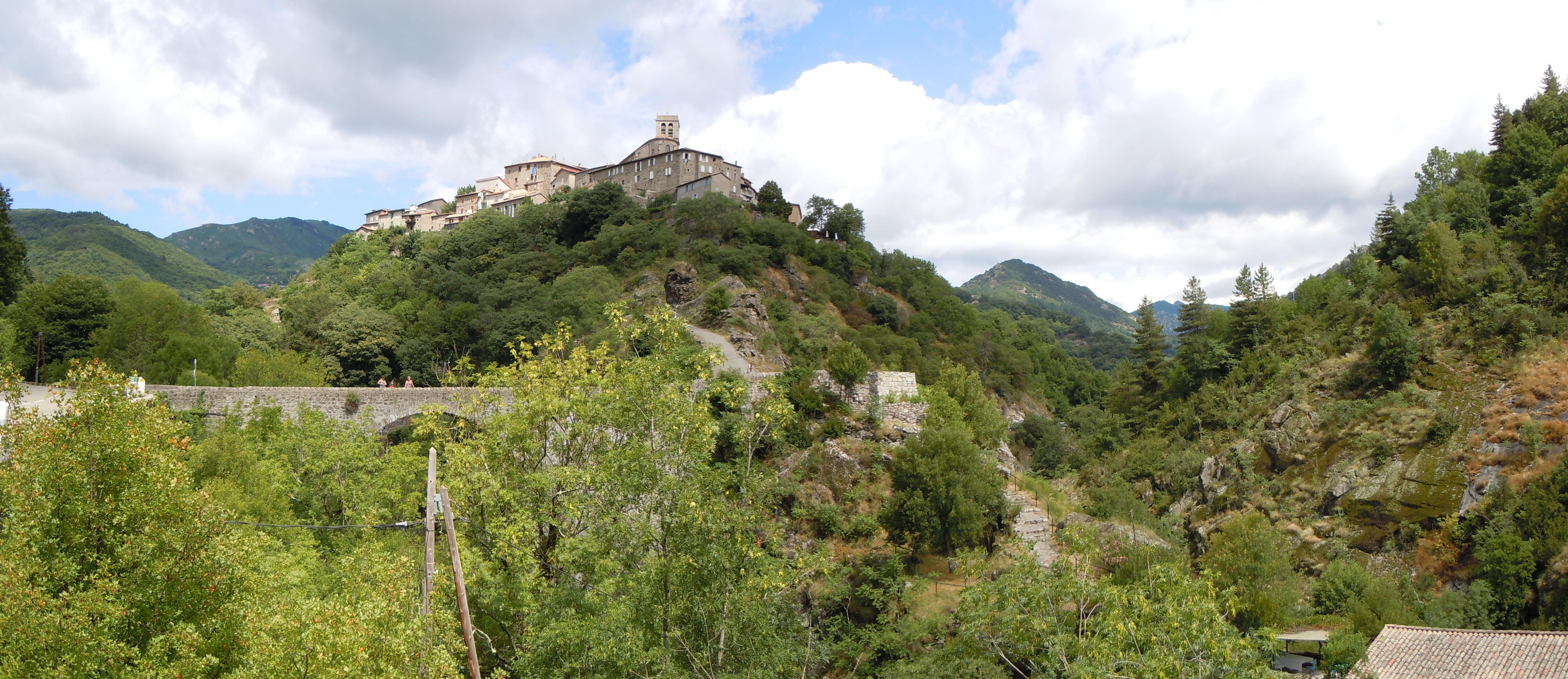
Antraigues – Ortsansicht

Antraigues-sur-Volane ist eine Ortschaft und eine ehemalige französische Gemeinde mit 497 (Stand: 1. Januar 2022) im Département Ardèche in der Region Auvergne-Rhône-Alpes.
Mit Wirkung vom 1. Januar 2019 wurden die ehemaligen Gemeinden Antraigues-sur-Volane und Asperjoc zur Commune nouvelle Vallées-d’Antraigues-Asperjoc zusammengeschlossen und haben in der neuen Gemeinde der Status einer Commune déléguée. Der Verwaltungssitz befindet sich im Ort Antraigues-sur-Volane.

## Lage
Antraigues liegt oberhalb des Flüsschens Volane umringt von den Gebirgszügen der Monts d’Ardèche in einer Höhe von ca. 470 m ü. d. M. Nach Aubenas sind es ca. 14 km. Das Klima ist gemäßigt; Regen fällt verteilt über das ganze Jahr.

## Bevölkerungsentwicklung
| Jahr      | 1800  | 1851  | 1901  | 1954 | 1999 | 2014 |
| Einwohner | 1.521 | 1.504 | 1.329 | 583  | 498  | 543  |

Der kontinuierliche Rückgang der Einwohnerzahlen seit dem ausgehenden 19. Jahrhundert ist im Wesentlichen auf die Mechanisierung der Landwirtschaft und den damit einhergehenden Verlust an Arbeitsplätzen zurückzuführen. Außerdem entvölkerten sich in dieser Zeit nahezu alle Bergregionen Europas deutlich.

## Wirtschaft
Traditionell lebte die Bevölkerung von der Viehzucht und ein wenig Ackerbau auf zum Teil terrassierten Feldern, die jedoch wegen der Höhenlage nur geringe Erträge hervorbrachten, so dass häufig Esskastanien die Grundversorgung bildeten. Heute spielen Forstwirtschaft und Tourismus in Form der Vermietung von Ferienhäusern (gîtes) die bedeutendsten Rollen im Wirtschaftsleben des Ortes.

## Geschichte
Lange Zeit wurde die Geschichte des Ortes von der wohlhabenden Familie Antraigues bestimmt, die sich in der Gemeinde niederließ und eine wichtige Rolle bei der Verwaltung der historischen Provinz des Vivarais spielte. Abgelöst wurde diese durch eine Unterdelegation der Region Bas Vivarais und der Diözese Viviers.

## Sehenswürdigkeiten
- Das Ortsbild von Antraigues mit seinen mittelalterlichen Gassen und Häusern ist durchaus sehenswert; die Place de la Résistance bildet das Zentrum.
- Der Künstler Jean Saussac gestaltete die Ruelle aux cent sculptures, an deren Hauswänden kleine Metallplaketten mit figürlichen und abstrakten Formen angebracht wurden.
- Auf einem Basaltfelsen über der Stadt thronte die mittelalterliche Burg, die jedoch während der Französischen Revolution zerstört wurde.
- Unweit davon erhebt sich die um 1820 in neoromanischem Stil erbaute Kirche Saint-Boudile, deren Turm früher der Bergfried des Château de Delaunay war und von dem man das Gemeindegebiet und unter anderem den Coup d’Aizac, einen erloschenen Vulkan, sehen kann.
- Die Kapelle Saint-Roche stammt aus der Mitte des 19. Jahrhunderts.

## Persönlichkeiten
Der Komponist und Sänger Jean Ferrat (1930–2010) wohnte in Antraigues; der Ort inspirierte ihn zu dem Chanson La Montagne.